# Пригорки (Самарская область)
Пригорки — посёлок в Исаклинском районе Самарской области. Входит в состав сельского поселения Два Ключа.

## История
В 1973 г. Указом Президиума ВС РСФСР поселок фермы № 4 совхоза «Рассвет» переименован в Пригорки.

## Население
| 2010 |
| ---- |
| 116  |